# Hasselskål
Hasselskål (Brunnipila calyculiformis) är en svampart som först beskrevs av Heinrich Christian Friedrich Schumacher, och fick sitt nu gällande namn av Baral 1985. Hasselskål ingår i släktet Brunnipila och familjen Hyaloscyphaceae.  Arten är reproducerande i Sverige. Inga underarter finns listade i Catalogue of Life.